# Сесил, Браунлоу, 4-й маркиз Эксетер
Браунлоу Генри Джордж Сесил, 4-й маркиз Эксетер (англ. Brownlow Henry George Cecil, 4th Marquess of Exeter; 20 декабря 1849 — 9 апреля 1898) — британский пэр и консервативный политик, носивший титул учтивости — лорд Берли с 1867 по 1895 год. Он занимал должность вице-камергера королевского двора с 1891 по 1892 год.

## Биография
Родился 20 декабря 1849 года. Старший сын Уильяма Сесила, 3-го маркиза Эксетера (1825—1895), и леди Джорджианы Софии Пакенем (1828—1909), дочери Томаса Пакенема, 2-го графа Лонгфорда. Лорд Уильям Сесил и лорд Джон Джойси-Сесил были его младшими братьями.

### Политическая карьера
С 1877 по 1895 год лорд Берли заседал в Палате общин Великобритании от Северного Нортгемпшира. Он служил в правительстве своего родственника, лорда Солсбери, в качестве вице-камергера королевского двора с 1891 по 1892 год . В 1891 году он был принят в Тайный совет Великобритании .
14 июля 1895 года после смерти своего отца Браунлоу Сесил унаследовал титулы 4-го маркиза Эксетера, 13-го графа Эксетера и 14-го барона Берли, став членом Палаты лордов Великобритании.
Помимо своей политической карьеры, лорд Эксетер был капитаном гренадерской гвардии и полковником 3-го и 4-го батальонов Нортгемптонширского полка. Он также служил заместителем лейтенанта Линкольншира.

## Семья
7 сентября 1875 года лорд Эксетер женился на Изабелле Уичкот (? — 12 июля 1917), дочери сэра Томаса Уичкота, 7-го баронета (? — 1892), и Изабеллы Элизабет Монтгомери (? — 1892). У супругов был один единственный сын:
- Уильям Томас Браунлоу Сесил, 5-й маркиз Эксетер (27 октября 1876 — 6 августа 1956)

5-й маркиз Эксетер скончался в апреле 1898 года в возрасте всего 48 лет, и его титулы унаследовал его сын и единственный ребенок Уильям . Маркиза Эксетер умерла в июле 1917 года.